# 孙过庭

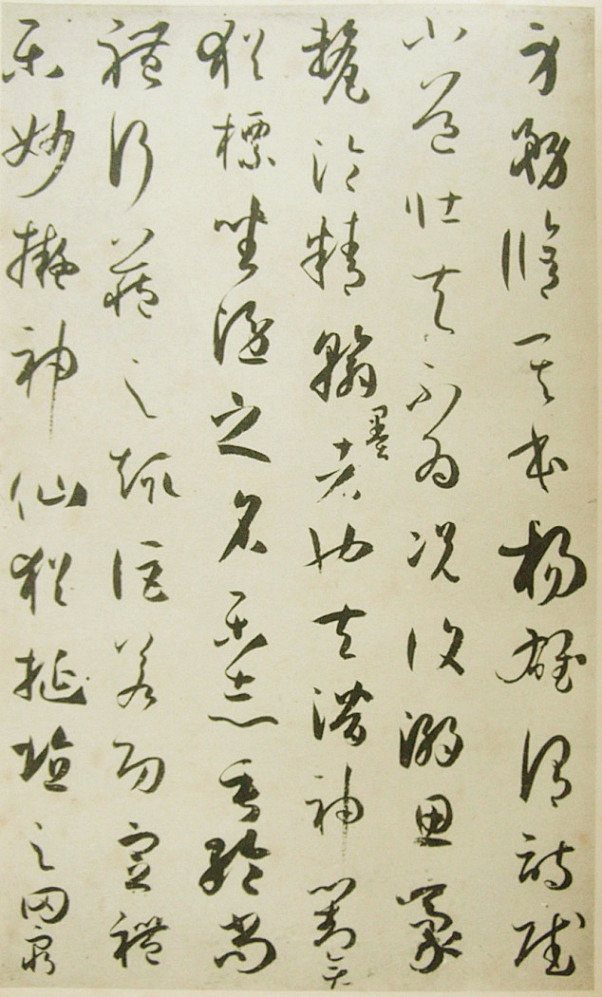
孫過庭親自書寫的《書譜》

孙过庭（646年—691年），字虔礼，自称吴郡人，一说富阳（今杭州市富阳区）人（汉及三国时富阳属吴郡），一说陈留人。唐代書法家。

## 生平
其生平不见新旧唐书记载，唐朝时只有陈子昂写过《率府录事孙君墓志铭》和《率府录事孙录事文》两篇文章，由此可以推断他最高曾任率府录事这一个小官。其中《率府录事孙君墓志铭》提到他“遇暴疾卒于洛阳植业里之客舍”。

## 成就
孙过庭擅长书法，工楷书、行书和草书，尤其是他的草书学习王羲之，笔法精熟，在唐代首屈一指，唐高宗曾经评价他“过庭小字足以迷乱羲、献”；陈子昂为他写的墓志铭说：“元常既殁，墨妙不传，君之遗翰，旷代同仙”，把他比作锺繇；唐代的《续书评》提到他：“过庭草书如悬崖绝壑， 笔势劲健”；宋代的《宣和书谱》说他：“得名翰墨，间作草书咄咄逼羲献，尤妙于用笔”。
孙过庭不仅是书法家，还是具有重大意义的书法理论家，为中国的书法理论奠定了基本框架。他认为书法内容是随着时代而兴起的，形式是因为世俗而变化的。他主张书法风格应融合各种风格兼取其长。从哲学角度分析了书法创作的变易关系。

## 作品
他的传世作品为垂拱三年（公元687年）自己亲自书写创作的《书谱》，原为两卷，传到明代时被严嵩装订为一卷，后被清宫收藏，并作为书法理论著作收入《四库全书》，原本现藏臺北國立故宮博物院。
另外有传为他书写的草书《千字文》，是後世的仿本，现藏于中国辽宁博物馆。